# Deutsche Afrika Stiftung
Die Deutsche Afrika Stiftung e. V. ist eine gemeinnützige Institution, die das Ziel verfolgt, die Beziehungen zwischen den afrikanischen Ländern und Deutschland zu intensivieren und die deutsche Öffentlichkeit über Afrika zu informieren. Sie wurde 1978 nach der Auflösung der seit 1970 unter dem Vorsitz von Hans W. Jürgens tätigen Deutschen Afrika-Gesellschaft (Bonn) gegründet, ist jedoch nicht deren Rechtsnachfolgerin. Der Sitz befindet sich in Berlin. Präsidentin ist seit 2015 Uschi Eid. Vizepräsident ist Alois Karl. Ehrenpräsident des Vereins ist seit 2010 Karl-Heinz Hornhues, der von 1986 bis 2010 langjähriger Präsident des Vereins war.
Der Verein setzt sich für die Förderung der deutsch-afrikanischen Beziehungen im Sinne einer friedlichen Zusammenarbeit und Völkerverständigung ein.
Sie steht als Dialogpartnerin für deutsche und afrikanische Personen aus Industrie und Wirtschaft, der Politik, der Zivilgesellschaft, den Medien und den Religionsgemeinschaften zur Verfügung. Die DAS e. V. ist zudem in der Betreuung afrikanischer Gäste und des diplomatischen Corps tätig. Ziel ist es, einen Beitrag zu einer erfolgreichen Umsetzung der Afrikapolitischen Leitlinien der Bundesregierung zu leisten und die Zusammenarbeit der Bundesrepublik Deutschland mit den Staaten und Institutionen des afrikanischen Kontinents zu verbessern. Zudem wird die Verbesserung des deutschen Verständnisses für die Vielfalt Afrikas gefördert. Die DAS e. V. leistet mit ihrer Arbeit aktiv einen Beitrag zum interkulturellen Austausch sowie der Benennung und Überwindung von historisch gewachsenen Vorurteilen und Stereotypen. Ein Schwerpunkt der DAS e. V. ist dabei die Organisation von Veranstaltungen wie Vorträge, Lesungen, Podiumsdiskussionen, Seminare, Clubabende etc.
Die Deutsche Afrika Stiftung ist ein Mitgliederverein. Der Verein erhält seit seiner Gründung Zuwendungen des Bundes in Form einer institutionellen Förderung des Auswärtigen Amtes, 2021 betrug diese 507.000 Euro.
Ein Schwerpunkt der Vereinsarbeit ist die Publikation von deutschsprachigen Informationen über Politik, Wirtschaft und Kultur Afrikas. Seit 1978 gab die Deutsche Afrika Stiftung die 1888 gegründete Afrikapost heraus. Das Magazin erschien bis 2014 vierteljährlich in deutscher Sprache.
Seit 1993 verleiht der Verein den Deutschen Afrika-Preis an herausragende Persönlichkeiten aus Afrika, die sich um Freiheit, Menschenrechte, Demokratie und nachhaltige Entwicklung auf dem Kontinent verdient gemacht haben.